# Bernadette Delrieu
 (mai 2016).
Si vous disposez d'ouvrages ou d'articles de référence ou si vous connaissez des sites web de qualité traitant du thème abordé ici, merci de compléter l'article en donnant les références utiles à sa vérifiabilité et en les liant à la section « Notes et références ».
Bernadette Delrieu est une artiste plasticienne française née le 20 octobre 1944. Elle vit à Paris depuis 1977. Sa démarche artistique se développe autour du paysage et à partir de thèmes variés dont la figure et l'écriture. Elle passe de l'abstraction à la figuration au moyen de séries. Elle utilise successivement ou simultanément la peinture, la photographie, la photographie plasticienne, le dessin, la sculpture et pour les multiples, l'édition et l'estampe numérique.

## Biographie
Bernadette Delrieu passe son enfance dans un village d'Île-de-France, dans un environnement composé de champs et de forêts. Cette expérience sensible de l'espace et de la nature est l'une des principales sources d'inspiration de son travail. À la fin de l'adolescence, elle s'installe en Allemagne. Au cours des dix années suivantes, elle étudie la peinture et l'art mural dans les académies Nuremberg, Berlin, Munich. De retour en France, elle passe le diplôme de l'ENSAD, option art mural et une licence en lettres à la Sorbonne. En 1975, une bourse du Conseil des arts du Canada lui donne l’occasion de continuer son travail artistique et de voyager à travers le continent Nord américain, Canada, États-Unis, Mexique, Guatemala et Honduras britannique.
Début 1977, de retour en France, elle travaille à la fabrication de décors de théâtre, crée une école privée pour la préparation aux grandes écoles d'art. En 1983, elle est nommée professeur polyvalent en arts plastiques à l'École des beaux-arts de Cambrai, Pas-de-Calais.
Dès 1970, son travail est régulièrement exposé en France et à l'étranger.[réf. nécessaire] À ce jour, sa production peut être répartie en trois périodes : du début des années 1970 au début des années 1980, des années 1980 au début des années 2000 et des années 2000 à maintenant. Chaque période met en évidence l'usage plus fréquent d'un mode d'expression artistique, sans exclure l'emploi d'autres techniques. Dessin abstrait au pastel sec ou peinture sur papier et dessin sur papier déchiré apparaissent au cours de la première période. Photographie et dessin ou photographie et peinture et enfin photographie seule sont présents dans la deuxième période. La troisième période correspond plutôt à la peinture sur toile ou papier et au paysage. La pratique d'un dessin plutôt figuratif accompagne le travail des deux dernières périodes.
Le travail de Bernadette Delrieu peut être perçu à travers une série de mises en oppositions. Lumière/couleurs, figuration/abstraction, représentation/réalité, photographie/dessin, image/texte, qui interviennent au sein de l’œuvre. Un effet de rémanence permet au regardeur de l'enrichir de ses propres perceptions, émotions, sentiments.[réf. nécessaire]
« Le rapport de l'homme au monde hante l'œuvre de Bernadette Delrieu. Le paysage est privilégié non pas parce qu'il offre des réponses toutes faites mais parce qu’il pose le plus grand nombre de questions. En ce sens, ce n'est pas le paysage stricto sensu qui intéresse Bernadette Delrieu mais ce qu'elle appelle l'au-delà du paysage, une interrogation quasi-philosophique sur notre être au monde. » Extrait d'un texte de Christian Limousin, dans le catalogue de l'exposition personnelle de Bernadette Delrieu au musée d'Art et d'Histoire Romain Rolland à Clamecy (Nièvre) en 2009.

## Éditions
1982
- "Le Livre blanc"[2], texte Marcelin Pleynet, Édition Delrieu

1998
- "Chemins", dessins, photographies, texte de Philippe Jaccottet, Édition Delrieu

2000
- "Je bats la campagne", dessins, texte de Bernadette Delrieu, Éditions Tandem

2004
- "La Coupure", texte de François Soulages, Édition Delrieu

2005
- "Suites pour promenades", texte de Jean-Louis Poitevin, Édition Delrieu

2016
- "Chiffres et Lettres", Portofolio d'estampes, texte de Bernadette Delrieu

2016
- "Au bord du chemin", Portofolio d'estampes, texte de Bernadette Delrieu

## Collections
- Banque financière Groupama, Paris
- Banque d'art du Conseil des arts du Canada[3], Ottawa, Canada
- Cabinet d'estampes de la Bibliothèque nationale de France, Paris
- Centre Pompidou[4], Paris
- Collection d'art contemporain de la ville de Paris
- Fonds national d'art contemporain, Paris
- Musée d'Art et d'Histoire Romain Rolland, Clamecy
- Musée des beaux-arts de Montréal, Canada